# NGC 2109
NGC 2109 ist ein offener Sternhaufen im Sternbild Dorado in der Großen Magellanschen Wolke.
Das Objekt wurde am 23. November 1834 von John Herschel entdeckt.